# Ga Massy TGV
Ga Massy TGV hay Ga tàu cao tốc Massy (tiếng Pháp: Gare de Massy TGV) là một nhà ga đường sắt cao tốc của Pháp, trên tuyến LGV Atlantique (tuyến tàu cao tốc Đại Tây Dương), nằm ở địa phận của xã Massy, trong tỉnh Essonne, vùng Île-de-France.
Nó nằm ngay gần nhà ga RER (tuyến B và C) của ga Massy – Palaiseau.

## Tình hình đường sắt
Được thiết lập ở độ cao 78 m, ga Massy TGV nằm ở điểm cây số 14.376 của tuyến cao tốc Paris-Montparnasse – Monts, được biết đến nhiều hơn với tên gọi LGV Atlantique.
Ga có hai làn đường sắt ở trung tâm, không có bến, để cho những chuyến tàu không dừng, và hai làn đường sắt ở hai bên để phục vụ hành khách với hai bến tàu: bến 3 (làn 3) và bến 4 (làn 4) cùng có độ dài 500 m.

## Lịch sử
Sau khi được khánh thành vào ngày 28 tháng 9 năm 1991, ga Massy TGV, với kinh phí xây dựng là 24,4 triệu euro, được đưa vào sử dụng ngày 29 tháng 9 năm 1991 bởi Công ty đường sắt quốc gia Pháp (SNCF). Nó là một trong hai nhà ga mới của tuyến LGV Atlantique, cùng với ga Vendôme – Villiers-sur-Loir TGV.
Được xây dựng theo sự khuyến khích của phó thị trưởng ở thời điểm đó, ông Claude Germon, nhà ga là một phần của dự án quy hoạch đô thị lớn của trung tâm châu Âu đã bị bỏ dở sau cuộc khủng hoảng bất động sản vào đầu những năm 1990. Đầu tiên, dự án ga TGV ở Massy đã nhận được sự phản đối của SNCF, với lý do là thời gian đi lại ngắn từ ga Montparnasse, và cư dân của các xã lân cận, như Verrières-le-Buisson, sợ bị ô nhiễm tiếng ồn. Tuy nhiên, các nghiên cứu được thực hiện dưới sự yêu cầu của bộ Giao thông Vận tải đã chứng minh sự liên quan của nó, vì nó cho phép tránh việc quá cảnh hành khách qua Paris bằng cách phục vụ toàn bộ vùng ngoại ô phía Nam thủ đô, thông qua điểm chuyển đổi với tuyến B và C của RER, dễ tiếp cận ở ga Massy – Palaiseau.
Vào tháng 6 năm 2007, các công trình xây dựng đã bắt đầu để tái cơ cấu quan trọng khu trung tâm và hội nhập tốt hơn trong thành phố, bao gồm việc xây dựng một cầu bộ hành mới để kết nối ba nhà ga (ga SNCF Massy – Palaiseau, ga RATP Massy – Palaiseau, ga Massy TGV). Thời điểm kết thúc công trình, ban đầu được dự tính vào cuối năm 2010 bị trì hoãn đến tháng 1 năm 2012.
Lưu lượng hàng năm là 700.000 hành khách trong năm 2001, tiếp đến là 1,1 triệu hành khách trong năm 2006; 1,2 triệu hành khách trong năm 2007; 1,4 triệu hành khách trong năm 2008 và 1,5 triệu hành khách trong năm 2012.
Năm 2016, theo các ước tính của SNCF, lưu lượng hàng năm của ga là 2.013.034 hành khách, sau 1.906.692 hành khách năm 2015 và 1.641.999 hành khách năm 2014.

## Dịch vụ hành khách

### Tiếp đón
Ga SNCF, nó có một tòa nhà cho hành khách, với phòng chờ và các quầy vé, mở cửa mỗi ngày. Nó được trang bị các máy bán tự động cho việc mua vé (thẻ di chuyển). Nó cung cấp các dịch vụ khác nhau, đáng chú ý như: tiếp đón hành khách trẻ, đồ vật bị thất lạc và bán vé khởi hành ngay trong ngày. Đây là một nhà ga dễ tiếp cận đối với những người bị suy giảm khả năng vận động với các tiện nghi, trang thiết bị và dịch vụ. Một cửa hàng bán thuốc lá, báo và một quán rượu, quán bia, nhà hàng được lắp đặt trong đại sảnh của nhà ga.

### Phục vụ
Một số tàu phục vụ cả ga Montparnasse lẫn ga này, mặc dù TGV bị cấm sử dụng cho một khoảng cách ngắn như vậy (ngoài ra không thể mua vé tàu để thực hiện lộ trình này bằng TGV).
Nó chủ yếu được phục vụ bởi các tuyến TGV liên vùng và các tàu Ouigo, ngoại trừ tuyến TGV Le Havre – Marseille-Saint-Charles có điểm dừng tại ga Massy – Palaiseau mà không phải ga Massy TGV.

### Đa phương thức
Nhà ga được trang bị bãi đậu xe, một khu vực dừng ngắn (vài phút), một khu vực dừng cho người tàn tật, và các dịch vụ: tắc xi, xe du lịch có tài xế, và thuê xe hơi, mô tô và xe máy.
Việc nằm gần các nhà ga RER của ga Massy – Palaiseau cho phép ga này phục vụ, thông qua điểm chuyển đổi, phần lớn phía Nam của khu đô thị Paris. Ga TGV, giống như hai ga RER, cũng được phục vụ bởi nhiều mạng lưới xe buýt: các tuyến buýt của RATP, hướng đến khu vực "petite couronne" của vùng Paris, cũng như mạng lưới các vùng ngoại ô rộng lớn, được đặc biệt quản lý bởi cộng đồng khu đô thị Europ'Essonne (CAEE) và cộng đồng khu đô thị vùng cao nguyên Saclay (CAPS), nay được sáp nhập lại thành cộng đồng khu đô thị Paris-Saclay. Một tuyến buýt kết nối ga TGV với ga hàng không Tây Orly là một giải pháp thay thế cho tuyến Orlyval, một tuyến métro đặc biệt hiện kết nối sân bay Orly với ga RER B ở trạm Antony.

## Các tuyến tàu đi qua ga
| Điểm xuất phát           | Trạm trước                                                        | Loại tàu | Loại tàu           | Loại tàu | Trạm sau                        | Điểm đến                                                  |
| ------------------------ | ----------------------------------------------------------------- | -------- | ------------------ | -------- | ------------------------------- | --------------------------------------------------------- |
| Ga Tours                 | Ga Saint-Pierre-des-Corps hoặc Ga Vendôme – Villiers-sur-Loir TGV |          | TGV                |          | Ga Paris-Montparnasse           | Ga Paris-Montparnasse                                     |
| Ga Bordeaux-Saint-Jean   | Ga Saint-Pierre-des-Corps                                         |          | TGV                |          | Ga Marne-la-Vallée – Chessy     | Ga Lille-Flandres hoặc Ga Strasbourg-Ville                |
| Ga Nantes hoặc Ga Rennes | Ga Le Mans                                                        |          | TGV                |          | Ga Lyon-Part-Dieu               | Ga Marseille-Saint-Charles hoặc Ga Montpellier-Saint-Roch |
| Ga Nantes                | Ga Saint-Pierre-des-Corps                                         |          | TGV                |          | Ga Lyon-Part-Dieu               | Ga Lyon-Perrache hoặc Ga Montpellier-Saint-Roch           |
| Ga Rennes                | Ga Le Mans                                                        |          | TGV                |          | Ga Lyon-Part-Dieu               | Ga Lyon-Perrache                                          |
| Ga Nantes hoặc Ga Rennes | Ga Le Mans                                                        |          | TGV                |          | Ga Marne-la-Vallée – Chessy     | Ga Lille-Europe hoặc Ga Strasbourg-Ville                  |
| Ga Quimper               | Ga Le Mans                                                        |          | TGV (Theo mùa: hè) |          | Ga Marne-la-Vallée – Chessy     | Ga Lille-Flandres hoặc Ga Lille-Europe                    |
| Ga Nantes                | Ga Sablé hoặc Ga Le Mans                                          |          | Ouigo              |          | Ga Paris-Montparnasse-Vaugirard | Ga Paris-Montparnasse-Vaugirard                           |
| Ga Rennes                | Ga Laval                                                          |          | Ouigo              |          | Ga Paris-Montparnasse-Vaugirard | Ga Paris-Montparnasse-Vaugirard                           |
| Ga Bordeaux-Saint-Jean   | Ga Saint-Pierre-des-Corps                                         |          | Ouigo              |          | Ga Marne-la-Vallée – Chessy     | Ga Tourcoing                                              |
| Ga Rennes                | Ga Le Mans                                                        |          | Ouigo              |          | Ga Marne-la-Vallée – Chessy     | Ga TGV Sân bay Charles-de-Gaulle 2                        |